# AB Aurigae b
AB Aurigae b (o AB Aur b) es un protoplaneta fotografiado directamente incrustado dentro del disco protoplanetario de la joven estrella Herbig AeBe AB Aurigae. El sistema está a unos 508 años luz de distancia: AB Aur b se encuentra a una separación proyectada de unas 93 AU de su estrella anfitriona. AB Aur b es el primer exoplaneta confirmado en una imagen directa que todavía está incrustado en el gas y el polvo natales a partir de los cuales se forman los planetas. También puede proporcionar evidencia de la formación de planetas gigantes gaseosos por inestabilidad del disco.

## Descubrimiento
AB Aur b fue descubierto por un equipo dirigido por Thayne Currie, Kellen Lawson y Glenn Schneider usando el Telescopio Subaru en Mauna Kea (Hawái) y el Telescopio Espacial Hubble (HST). Los datos de Subaru utilizaron el sistema de óptica adaptativa extrema del observatorio, SCExAO, para corregir la borrosidad atmosférica y el espectrógrafo de campo integral CHARIS para registrar las mediciones de brillo de AB Aur b en diferentes longitudes de onda del infrarrojo cercano. La posición de AB Aur b coincide con la ubicación prevista de un protoplaneta masivo requerido para explicar las espirales de gas CO detectadas con ALMA y se encuentra en el interior del anillo de polvo del tamaño de un guijarro visto en los datos continuos de ALMA. El compañero se detectó inicialmente en 2016: el equipo inicialmente creyó que la señal identificaba una pieza del disco protoplanetario de AB Aurigae, no un planeta recién formado. Sin embargo los datos posteriores de SCExAO/CHARIS obtenidos con Subaru durante los siguientes cuatro años mostraron que el espectro de AB Aur b es diferente al del disco protoplanetario, con una temperatura similar a los valores predichos para un planeta recién nacido. Una nueva detección con HST utilizando el instrumento STIS y una detección de archivo con el instrumento NICMOS ahora fuera de servicio de 2007 confirmaron la evidencia de los datos de Subaru de que AB Aur b orbita la estrella y no es una característica estática.

## Fuente de emisión, morfología y propiedades orbitales
AB Aur b se detecta en longitudes de onda del infrarrojo cercano entre 1,1 y 2,4 micrones con SCExAO/CHARIS, a 1,1 micrones con HST/ NICMOS y en datos ópticos sin filtrar con HST/ STIS . También se detecta en H-alfa con el instrumento VAMPIRES detrás de SCExAO, aunque no está claro si esta detección se origina en el propio protoplaneta o en la luz dispersa que lo rodea. El documento de descubrimiento coincide con la emisión del protoplaneta utilizando un modelo compuesto que consiste en un componente térmico de 2000–2500 K responsable de las detecciones de CHARIS y NICMOS y la acumulación magnetosférica que también contribuye a su detección con STIS. Los datos de CHARIS y NICMOS son consistentes con la interpretación de AB Aur b como un objeto de 9 a 12 masas de Júpiter con un radio de aproximadamente 2,75 veces el de Júpiter.
El compañero aparece como una fuente brillante, espacialmente extendida, aproximadamente a 0,6 segundos de arco (alrededor de 93 AU) de distancia de la estrella, lo que contrasta con la naturaleza de fuente puntual de todos los demás planetas fotografiados directamente. Esta morfología probablemente se deba a que la luz de AB Aur b es interceptada y reprocesada por el disco protoplanetario de la estrella. No se detecta claramente en luz polarizada. Debido a su gran distancia de la estrella, la órbita de AB Aur b no está bien restringida. El modelado hasta el momento sugiere que la órbita de la compañera está inclinada unos 43 grados desde nuestra línea de visión, posiblemente coplanar con el disco protoplanetario de la estrella.

## Formación
El modelo canónico para la formación de planetas gigantes gaseosos (acreción del núcleo) tiene una dificultad significativa para formar planetas gigantes gaseosos masivos a la gran distancia de AB Aur b de su estrella anfitriona. En cambio, AB Aur b puede estar formándose por inestabilidad del disco (gravitacional), donde cuando un disco masivo alrededor de una estrella se enfría, la gravedad hace que el disco se rompa rápidamente en uno o más fragmentos de masa planetaria. Los numerosos brazos espirales en el disco protoplanetario de AB Aur son consistentes con los modelos de formación de planetas por inestabilidad del disco.

## En la cultura popular
El sistema AB Aurigae hizo una breve aparición en la película de 2021 Don't Look Up durante las observaciones de Subaru representadas, aunque el compañero no es visible en la imagen mostrada.